# 쾰리 카이
쾰리 카이(Kølig Kaj, 1971년 8월 15일 ~ )는 덴마크의 가수이다. 유로비전 송 콘테스트 1997에서 덴마크 대표로 참가했다.